# Fundamento de Esperanto
Fundamento de Esperanto ("Fundamento do Esperanto") é um livro de L. L. Zamenhof, publicado na primavera de 1905, contendo a primeira edição em Russo do Unua Libro e as quatro traduções que se seguiram (francês, inglês, alemão e polonês). 
O Fundamento consiste em quatro partes, a saber, o prefácio, uma gramática, uma coleção de exercícios e um dicionário universal.
Em 9 de agosto do mesmo ano da publicação, ele foi considerado a fonte oficial para a língua, segundo definido pelo artigo quatro da Declaração de Bolonha, durante o primeiro Congresso Universal de Esperanto, na cidade francesa de Bolonha-sobre-o-Mar.

## Edições compiladas no fundamento
1. (Russo) - Dr. Esperanto. Mezdunarodnyj jazyk. Predislovie ipolnyj uchebnik: por Rusoj. Varshava: Kel'ter, 1887. 40 p.
2. (Polonês) - Dr. Esperanto. Jezyk Miedzynarodowy. Przedmowa i podrecznik kompletny: por Poloj. Warszawa: Kelter, 1887. 40 p.
3. (Francês) - Dr. Esperanto. Langue internationale. Preface et manuel complet: por Francoj. Varsovie: 1887, Kelter. 48 p.
4. (Alemão) - Dr. Esperanto. Internationale Sprache. Vorrede und vollstandiges Lehrbuch: por Germanoj. Warschau: 1887, Kelter. 48 p.
5. (Inglês) - Dr. Esperanto's International Language. Introduction & Complete Grammar: por Angloj. English ed. by R.H. Geoghegan. Warsaw: Samenhof, 1889. 40 p.